# Forêt de Rothonne
La forêt de Rothonne est une forêt française du département de l'Ain, sur la commune de Belley. Elle est aménagée pour le loisir (randonnées, découvertes, arboretum).

## Géographie
La forêt de Rothonne couvre une superficie d'environ 5 km2, au sud de Belley et à l'ouest de Brens. Elle est accessible par la route D 992.
Elle est constituée à parts presque égales de terrains publics, gérés par l'Office national des forêts, et privés.

## Loisirs
Trois sentiers de randonnée ont été aménagés dans la forêt de Rothonne, respectivement longs de 3 km, de 4,6 km et de 8,5 km.
À l'entrée de la forêt, une aire de pique-nique est mise à disposition avec des tables et un barbecue. Un lieu couvert est aussi à disposition en cas de pluie. Un parcours permet aux enfants de découvrir les richesses de la forêt à travers des jeux et des énigmes tout au long d'un petit sentier. On trouve par exemple des panneaux d'explications sur les arbres, des sculptures en bois représentant les animaux de la forêt, des postes d'observations d'oiseaux ou encore des sculptures sonores. Sur ce parcours on a aussi également des ateliers pour les personnes à mobilité réduite.